# منحصربه‌فرد: پرده دوم
منحصربه‌فرد: پردهٔ دوم (انگلیسی: Singular: Act II) چهارمین آلبوم استودیویی از خواننده آمریکایی، سابرینا کارپنتر است که در ۱۹ ژوئیه ۲۰۱۹ توسط هالیوود رکوردز منتشر شد. این آلبوم دنباله‌ای بر آلبوم قبلی او، منحصربه‌فرد: پرده یکم (۲۰۱۸) است و آخرین انتشار رسمی او با هالیوود رکوردز به‌شمار می‌رود. کارپنتر این آلبوم را بین سال‌های ۲۰۱۷ تا ۲۰۱۹ ضبط کرد و نوشت. ابتدا قرار بود یک آلبوم کامل به نام منحصربه‌فرد منتشر کند، اما به دلیل تفاوت در محتوای اشعار، تصمیم گرفت آلبوم را به دو قسمت تقسیم کند. این آلبوم بیشتر پاپ است و عناصری از آراندبی و دنس پاپ دارد و به موضوعات شخصی مانند اضطراب و خودکاوی می‌پردازد.
برای این آلبوم سه تک‌آهنگ منتشر شد: «در آستانه ۲۰ سالگی»، «بازدم» و «در تخت من»، به‌علاوهٔ یک تک‌آهنگ تبلیغاتی به نام «دارم وانمود می‌کنم». همچنین، آلبوم شامل حضور ویژه رپر آمریکایی، سوئیتی نیز بود. این آلبوم نقدهای مثبتی از منتقدان موسیقی دریافت کرد و در جایگاه ۱۳۸ جدول بیلبورد ۲۰۰ آمریکا قرار گرفت.